# 파르크소사우루스
파르크소사우루스(parksosaurus)는 중생대 백악기 후기, 오늘날 북아메리카 대륙에 서식한 2족보행의 초식[공룡]]이다. 조반류-조각아목에 속하는 종이다. 학명은 처음 화석을 발견한 윌리엄 파르크스(William Parks)의 이름에서 유래하였고, '파르크스의 도마뱀'이라는 의미를 갖는다. 화석은 미국 몬태나주에서 발견되었다. 전체 몸 길이는 약 2.4m, 체중은 70kg정도 나갔을 것으로 추정된다. 머리는 작고, 눈은 크다. 꼬리는 길다.